# Лікарня королеви Єлизавети (Гонконг)

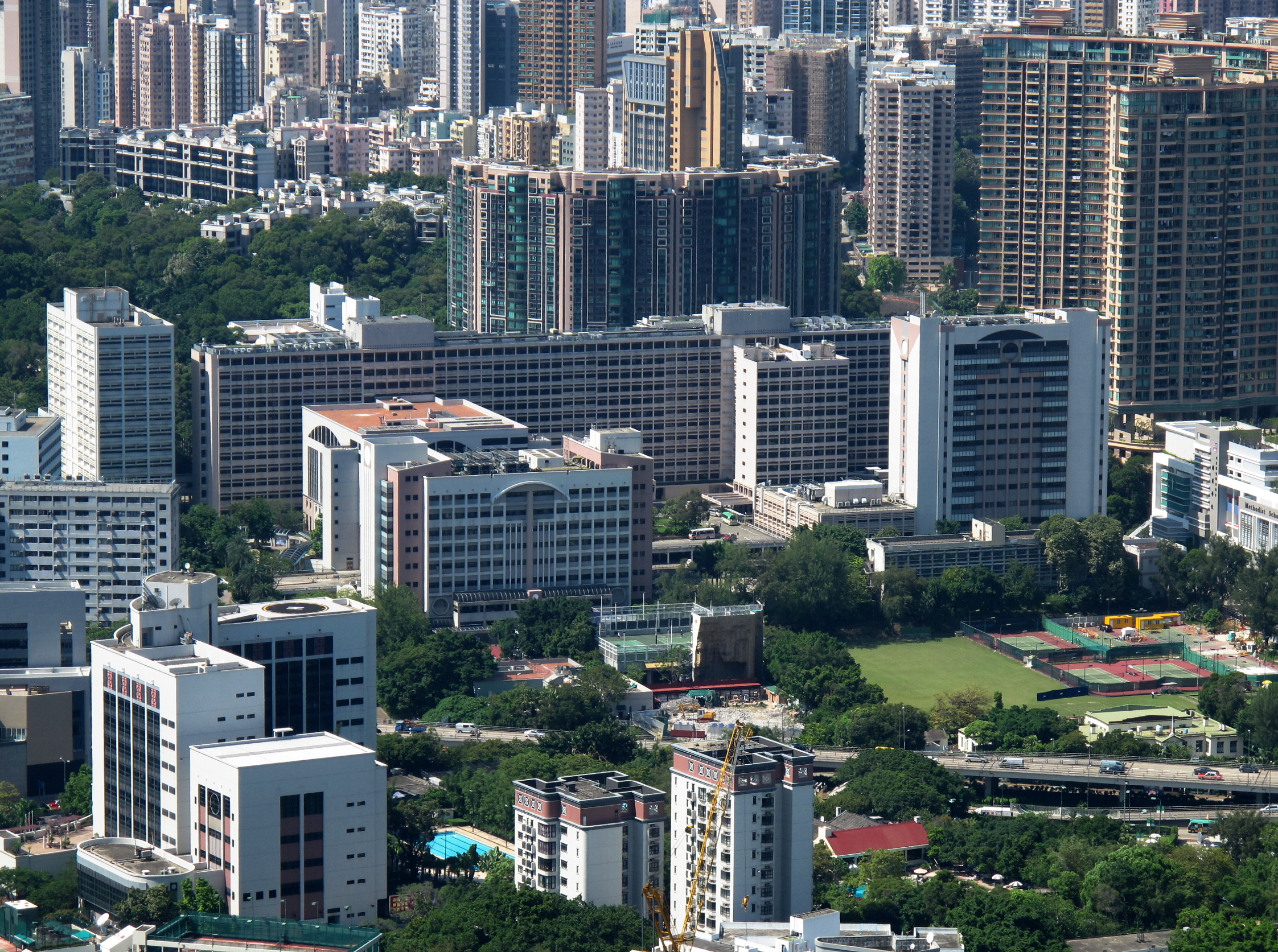

Лікарня королеви Єлизавети (англ. Queen Elizabeth Hospital, QE або QEH, кит. трад.: 伊利沙伯醫院; єл.: Yīleihsābaak Yīyún) — одна з найбільших районних загальних лікарень в Гонконзі. Названа на честь королеви Єлизавети II. Є головною лікарнею третього рівня в південному Коулуні з понад 1900 ліжко-місцями. У ній працює понад 500 лікарів і хірургів. Колись була найбільшою лікарнею Співдружності націй.

## Створення та розвиток закладу
Принц Філіп заклав наріжний камінь лікарні королеви Єлизавети 7 березня 1959 року. Заклад було офіційно відкрито 6 вересня 1963 року тодішнім губернатором Гонконгу Робертом Блеком. На той час це була найбільша лікарня загального профілю у Британській Співдружності, вартість будівництва якої становила 70 300 000 гонконгських доларів. 
Лікарня зараз є найбільшою державною лікарнею в Коулуні. Вона має 1906 ліжок і 13 клінічних відділень, а також штат близько 6850 осіб. Вона обслуговує близько 900 000 осіб місцевого населення та приблизно третину всіх онкологічних хворих у Гонконзі. Це найбільша лікарня невідкладної допомоги в Гонконзі, попри те, що вона не є навчальною лікарнею.
Лікарня надає повний спектр послуг, включаючи цілодобову невідкладну допомогу та спеціалізовані послуги. Її клініки розташовані у трьох різних місцях для обслуговування району. Це:  Спеціалізована клініка лікарні королеви Єлизавети, Поліклініка Яу Ма Тей та Клініка блоку «L».
Лікарня надає високоінтенсивну медичну допомогу за всіма клінічними спеціальностями та є третинним реферальним центром для основних спеціальностей. Вона також є навчальним центром для базової та післядипломної підготовки лікарів, медсестер та фахівців суміжних медичних вузів.
Через свою кластерну мережу лікарня тісно пов'язана з лікарнею Квонг Ва та Об'єднаною християнською лікарнею для надання невідкладної допомоги, а також з лікарнею Коулуна та Буддійською лікарнею Гонконгу для надання реабілітаційних та госпісних послуг. Інші загальні та спеціалізовані послуги підтримуються лікарнею Вонг Тай Сін, клінікою Східного Коулуна та клінікою Памели Юде.
Для покращення зв'язків зі спільнотою у 1993 році були створені щорічніу програму по зміцненню здоров'я і центри ресурсів для пацієнтів, які стали підтримкою для семи груп самоподопомоги пацієнтів. Лікарня організувала кампанію Healthwork Campaign для персоналу 28 готелів у районі Яу Цім Монг і сформувала партнерські програми з Асоціацією готелів Гонконгу у 1995–96 роках.
У 1994–96 роках лікарня завершила кілька важливих проектів з розширення послуг. Серед них було відкриття відділення відкритого серця та торакальної хірургії, а також медичного центру для підлітків.
У 1995–96 роках була запроваджена цілодобова багатопрофільна травматологічна служба, а також проведені різні реорганізації служб, орієнтованих на пацієнта. Починаючи з 1994 року також були поетапно впроваджені система медичних записів та системи електронних медичних записів.
У липні 1996 року з метою  просування висококваліфікованих фахівців охорони здоров'я лікарня започаткувала дворічну навчальну програму для сімейних лікарів та розширила цю ініціативу до ширшої програми за корпоративної підтримки у 1997 році.
Щоб задовольнити зростаючий попит на свої послуги, було здійснено низку проєктів з реконструкції та ремонту. Серед них – забезпечено кондиціювання повітря у всіх лікарняних палатах до кінця 1996 року. Завдяки пожертвуванню від Гонконгського жокей-клубу було реконструйовано Інститут радіотерапії та онкології Жокей-клубу та Інститут радіології та візуалізації Жокей-клубу. До 1997 року була завершена реконструкція Амбулаторного центру зі спеціалізованими клініками, денною хірургією та реабілітаційними послугами під одним дахом. Новий реабілітаційний блок відкрився у 1999 році, а новий хірургічний центр із 21 операційною – у 2000 році.

## Обсяг послуг
| Спеціальності - Аварійне відділення - Травмпункт - Послуги анестезіології та операційної - Нейрохірургія - Неврологія - Клінічна онкологія - Кардіологія - Гастроентерологія і гепатологія - Торакальна хірургія - Ниркова медицина та урологія - Хірургія/медицина - Педіатрія та неонатологія - Акушерство та гінекологія - Оториноларингологія - Спортивна медицина - Офтальмологія - Відділення інтенсивної терапії - Щелепно-лицева хірургія та відділення стоматології - Реконструктивна ортопедія - Лікування - Послуги догляду вдома | Інші - Радіологія та візуалізація - Патологія - Фельдшерська служба - Реабілітація - СНІД-служба - Підлітковий медичний центр |